# Campanar de les Llàstimes
El Campanar de les Llàstimes o Torre campanar dels Dominics de la localitat de Sant Mateu (Baix Maestrat), va ser construïda en 1737 aproximadament, i pertanyent a l'antic convent de Sant Domènech, que va ser fundat en 1360 pel maestre de Montesa Pere de Thous. La primera guerra carlista va provocar la seva ruïna definitiva i la seva venda a particulars durant primera desamortització de Mendizábal va convertir el solar en magatzems i fàbriques. Es tracta d'una torre de planta quadrada. Els murs són de maçoneria amb alguns carreus. En l'últim cos apareix un escut amb la creu de Montesa i una inscripció que indica l'any 1737.